# 津軽稲荷神社
津軽稲荷神社（つがるいなりじんじゃ）は東京都墨田区の神社。

## 概要
創建年代は不明である。ただ弘前藩津軽家江戸中屋敷の屋敷神として創建されたので、幕藩体制成立後に成立したものと推測される。
明治時代の廃藩置県で弘前藩関係者が去り、旧中屋敷跡地は陸軍糧秣廠となったが、稲荷社はそのまま残り「津軽稲荷神社」と呼ばれるようになった。

## 交通アクセス
- 錦糸町駅より徒歩約6分（経路案内）。